# Nukissiorfiit
Nukissiorfiit är Grönlands nationella bolag för vatten, el och värme. Bolaget har omkring 400 anställda, och huvudkontor i Nuuk. 